# Leda Bisol
Leda Bisol (Porto Alegre, 1 de dezembro de 1924 - 28 de julho de 2025) foi uma linguista brasileira conhecida por seus estudos em fonologia. Era professora emérita da Universidade Federal do Rio Grande do Sul e foi docente da Pontifícia Universidade Católica do Rio Grande do Sul. Em 2021, foi eleita Sócia Honorária da Associação Brasileira de Linguística.